# Логан (аэропорт)
Международный аэропорт имени генерала Эдварда Лоуренса Логана (англ. General Edward Lawrence Logan International Airport) или Международный аэропорт Логан (англ. Logan International Airport) (ИАТА: BOS, ИКАО: KBOS, FAA LID: BOS) — аэропорт в Восточном Бостоне недалеко от города Бостон, Массачусетс, США (и частично в городе Уинтроп, Массачусетс), один из 20 самых загруженных аэропортов США, пассажирооборот которого составил в 2007 году 28 102 455 человек. В 2016 году пассажирооборот составил 36 млн.
Аэропорт является фокусным для Delta Air Lines, American Airlines и JetBlue Airways.
Площадь аэропорта составляет 10 км², у него шесть взлётно-посадочных полос, штат сотрудников составляет 16 000 человек. Аэропорт обслуживает внутренние рейсы в США, а также международные в Канаду, на острова Кабо-Верде, Карибские острова, в Европу, и Мексику. Центральный контрольно-диспетчерский пункт, высотой с двенадцатиэтажный дом, является местной достопримечательностью с его парой эллиптических опор и шестиэтажной платформы между ними.
Международный аэропорт Логан является 7-м по загруженности аэропортом США по перевозке международных пассажиров. В 2005 их количество составило 6 978 780 человек.

## История

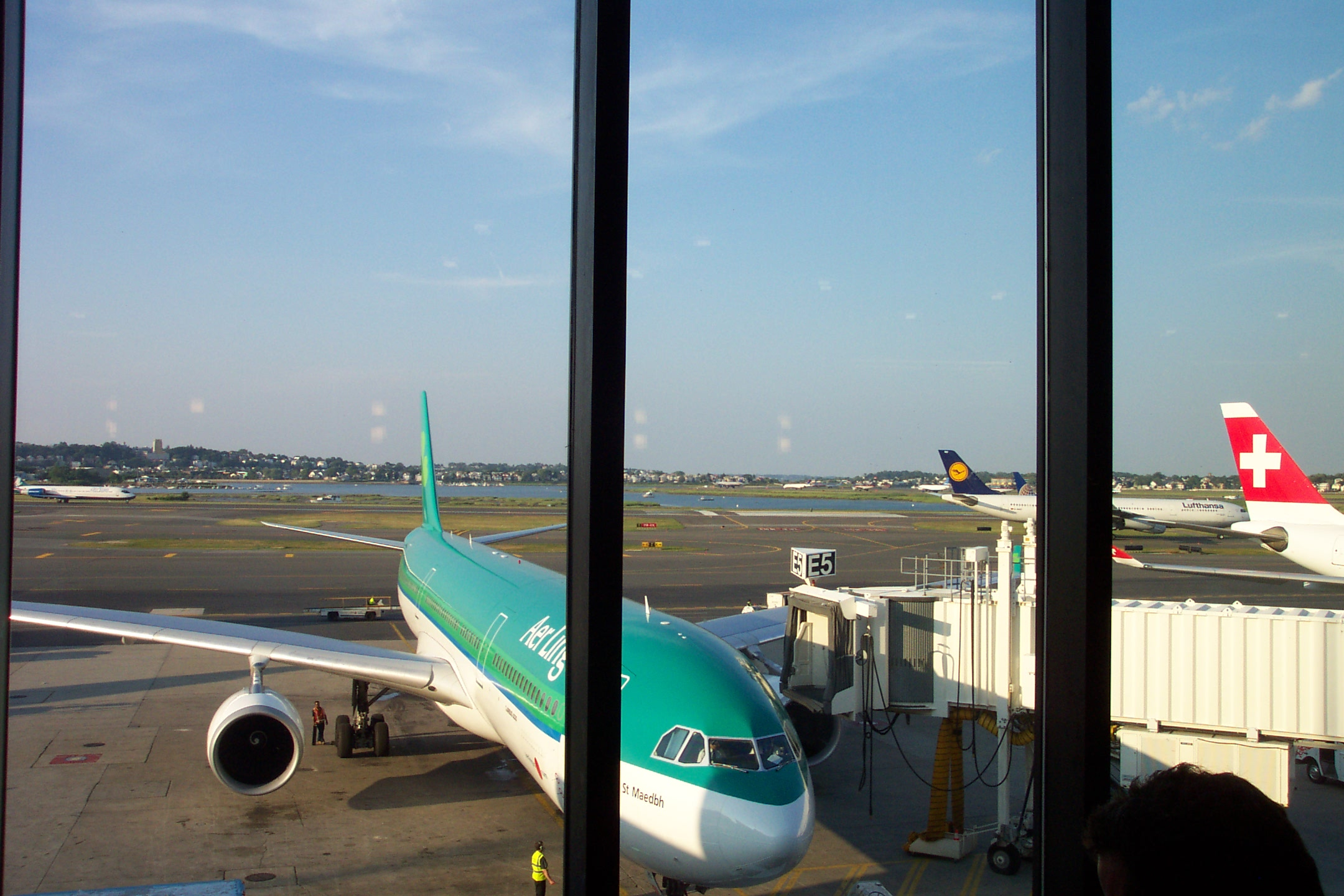
Международный аэропорт Логан, вид из Терминала E, можно увидеть, что аэропорт окружён водой. На переднем плане — самолёт Aer Lingus.

Первоначально получивший название Аэропорт Бостон, аэропорт открылся 8 сентября 1923 года, и использовался по большей части Массачусетской воздушной гвардией и Армейским воздушным корпусом. В то время он также был известен как Поле Джеффри (англ. Jeffery Field). Первые регулярные пассажирские рейсы начала авиакомпания Colonial Air Transport между Бостоном и Нью-Йорком в 1927.
Со временем аэропорт расширялся, увеличившись на 7 км² за счёт мусорной свалки в Бостонской Гавани и территории бывших островов Губернатора и Эппл-Айленд. В результате аэропорт почти полностью окружен водой. В 1952 аэропорт стал первым в Соединенных Штатах связанным с городским скоростным транспортом. В 1956 было принято решение о переименовании аэропорта в честь генерала Эдварда Лоуренса Логана, героя Испано-американской войны, родившегося в Южном Бостоне.
Эра широкофюзеляжных гигантов для Логана началась летом 1970, когда Pan Am открыла ежедневный рейс на Boeing 747 в лондонский аэропорт Хитроу. Беспосадочные рейсы в Лондон сегодня выполняют American Airlines, British Airways, Delta, JetBlue и Virgin Atlantic, причём JetBlue выполняет рейсы на узкофюзеляжных Airbus 320.
После открытия Терминала E в 1974 Международный аэропорт Логан стал вторым аэропортом в США по международному трафику. С этого времени число международных пассажиров в аэропорту утроилось. Дальние международные рейсы стали самым быстрорастущим сектором экономики Логана, что привело к необходимости крупномасштабной реконструкции аэропорта, решение о которой принял владелец и оператор Massachusetts Port Authority (Massport). Международный терминал был полностью перестроен и модернизирован за несколько последующих лет. Терминал E стал терминалом общего пользования, что означало, что здесь находятся билетные кассы всех авиакомпаний, а гейты разделены между международными перевозчиками.
Отношения Massport с общинами, соседствующими с аэропортом, стали весьма напряженными с середины 1960-х, когда агентство взяло под своё управление значительный участок жилой застройки и популярного рыбацкого места, смежного с северо-западной стороной лётного поля. Согласно проекту была увеличена взлётно-посадочная полоса 15R/33L, которая стала самой длинной взлётно-посадочной полосой Логана. Жители находящегося по соседству острова Вуд-Айленд вынуждены были переселиться. Местные жители и общественность активно выражали свой протест против строительства, блокируя строительную технику и подъездные дороги в зоне строительства.
В ноябре 2006 газета Winthrop Transcript напечатала статью о работе управления воздушным движением в Логане. Статья рассказывала о внутренних помещениях контрольно-диспетчерского пункта Логана и о работе восьми диспетчеров, находящихся в нём.
В 2006 году было закончено строительство взлётно-посадочной полосы 14-32. Строительство этой полосы было предложено в 1973, однако в то время на строительство наложил запрет суд.
9 апреля 2008 Massport объявил, что Grand China Airlines получила официальное разрешение от авиационных властей Китая на открытие беспосадочного рейса между Пекином и Бостоном на Boeing 787. Согласно Massport, в связи с задержкой в производстве 787 этот рейс не будет открыт ранее 2010 года..
Рейсы из Логана в Азию выполняются Cathay Pacific (в Гонконг), Hainan Airlines (в Пекин), Japan Airlines (в Токио-Нариту) и Korean Air (в Сеул).

## Инфраструктура аэропорта

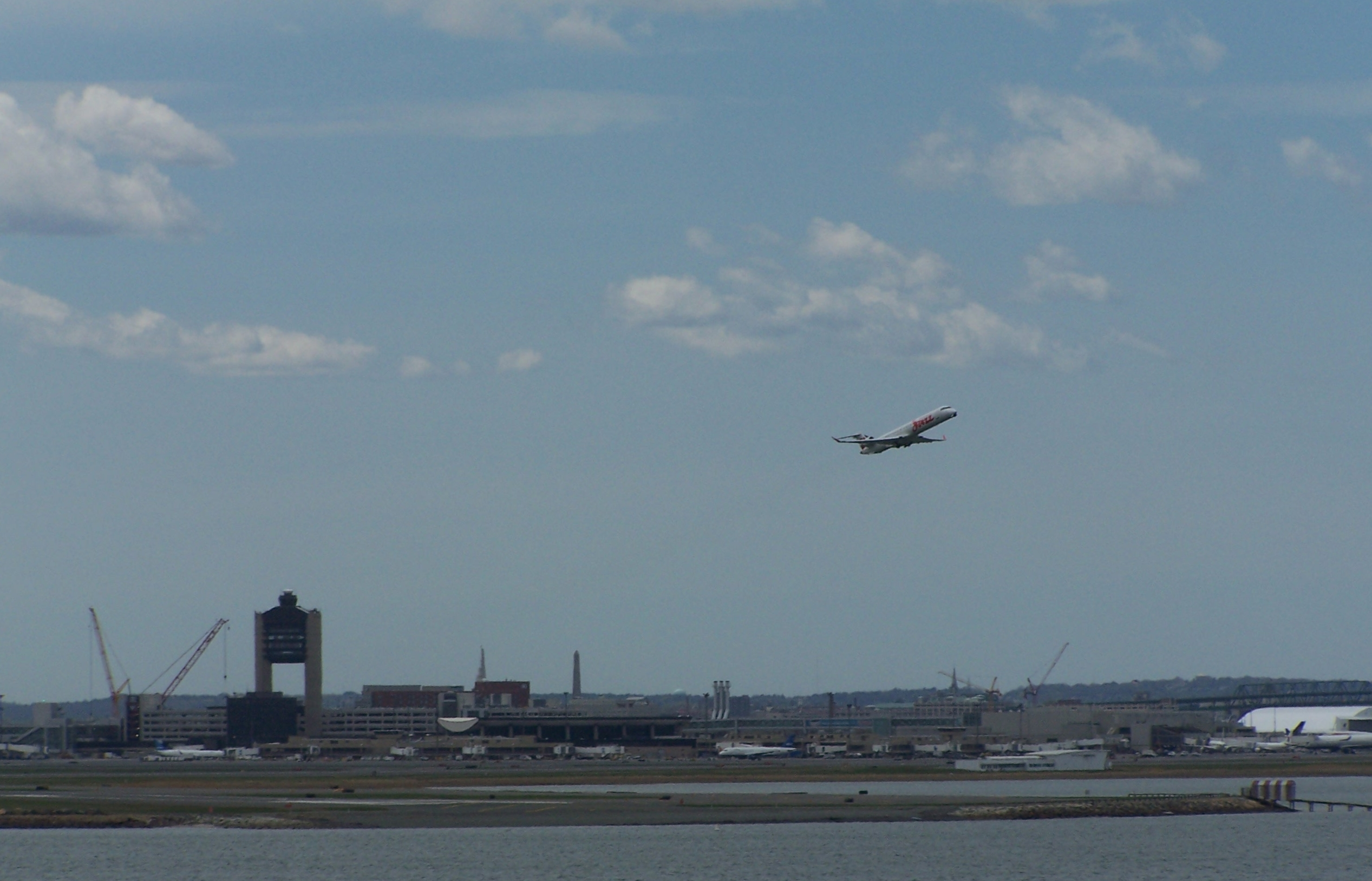
Самолёт взлетает из Международного аэропорта Логан над Бостонской гаванью

Площадь Международного аэропорта Логан составляет 965 га, в аэропорту функционируют 6 взлётно-посадочных полос:
- ВПП 4L/22R: 7 861 x 150 футов (2 396 x 46 м), Покрытие: асфальт
- ВПП 4R/22L: 10 005 x 150 футов (3 050 x 46 м), Покрытие: асфальт
- ВПП 9/27: 7 000 x 150 футов (2 134 x 46 м), Покрытие: асфальт
- ВПП 14/32: 5 000 x 100 футов (1 524 x 30 м), Покрытие: асфальт
- ВПП 15L/33R: 2 557 x 100 футов (779 x 30 м), Покрытие: асфальт
- ВПП 15R/33L: 10 083 x 150 футов (3 073 x 46 м), Покрытие: асфальт

За 12-месячный период на 30 сентября 2006 в аэропорту было произведено 409 066 взлётов-посадок, в среднем 1 120 в день: 60 % регулярных коммерческих рейсов, 32 % аэротакси и 8 % авиации общего назначения.

### Открытие новой полосы
23 ноября 2006 взлётно-посадочная полоса 14-32 была официально открыта, это первое крупное увеличение взлётно-посадочной полосы Логана больше чем за сорок лет. Новая взлётно-посадочная полоса однонаправлена, 32 используется для посадок, а 14 — для взлетов. Существует судебный запрет использовать эту полосу в другом направлении, за исключением чрезвычайных событий.
Протесты против строительства 14-32 были довольно жёсткими даже со стороны жителей близлежащих общин, таких как Винтроп и Ревере, две территории, которые, по всем расчётам, должны были получить выгоды от сокращения уровня шумового загрязнения после открытия новой взлётно-посадочной полосы. Во время строительства основным предметом судебных споров был порядок использования этой полосы. Местные жители настаивали на минимальном пороге использования — северо-западный ветер скоростью 11,5 узлов, что несколько выше 10-узлового порога, предложенного Massport. Кроме того, шли дебаты относительно предложения ФАИ о снижении высоты принятия решения.
Новая взлётно-посадочная полоса сокращает потребность в существующей взлётно-посадочной полосе 15L-33R длиной всего 779 метров, которая, возможно, является самой короткой твердо-поверхностная взлётно-посадочной полосой с твёрдой поверхностью в крупных аэропортах США. В 1988 Massport предложил увеличить эту полосу на 200 м, однако решением суда такое увеличение запрещено.
Бостонский отель Hyatt Regency Boston Harbor, расположенный в нескольких сотнях метров от окончания полосы 14-32, был построен в 1992 году во многом для ограничения дальнейшего продления полосы, или использования её для взлётов или посадок над городом. Законодатели штата Массачусетс тщательно выбирали местоположение гостиницы — непосредственно в средней линии взлётно-посадочной полосы.
Согласно данным Massport, первым самолётом, использовавшим новую взлётно-посадочную полосу, стал ERJ 145 Continental Express, приземлившийся на полосу 32 утром 2 декабря 2006.

### Центральная рулёжная дорожка
В 2007 FAA дала разрешение на строительство центральной рулёжной дорожки, давно необходимой аэропорту для разгрузки скопления самолётов на лётном поле. Рулёжная дорожка длиной 2830 метров будет расположена непосредственно между и параллельно взлётно-посадочным полосам 4R-22L и 4L-22R. В 2009 дорожка была открыта раньше запланированного срока. Для избежания ошибок пилотирования дорожка обозначена крупными надписями "TAXI" с обеих сторон.

### FBO
В аэропорту работает несколько базовых операторов (FBO), которые осуществляют заправку, уборку самолётов, обеспечение питанием, обработку грузов и техобслуживание самолётов. Среди них Swissport USA и Penauille Servisair. Гражданскую авиацию, которая находится рядом с северной грузовой зоной, обслуживает Signature Flight Support.

## Терминалы, авиакомпании и назначения

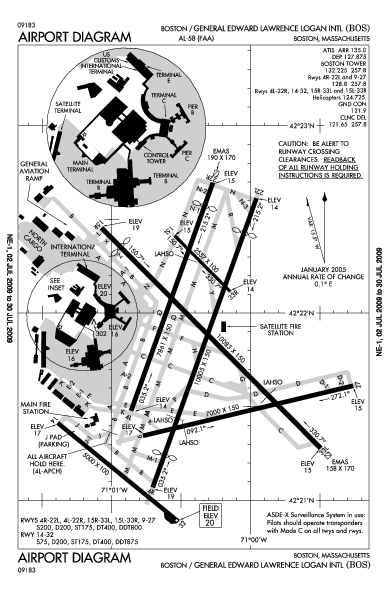
Расположение взлётно-посадочных полос Международного аэропорта Логан

Международный аэропорт Логан имеет четыре терминала, все они связаны автобусным сообщением и переходами. Траволаторы также связывают терминалы с центральным паркингом. Терминалы A, C и E являются цельными зданиями, B разделён на северную и южную часть. Только в Терминале E есть таможня и иммиграционная служба, поэтому международные рейсы, кроме стран, с которыми существуют таможенные соглашения, обслуживаются только в этом терминале.

### Терминал A
Терминал A — последний построенный из терминалов Логана, который заменил старое здание, некогда обслуживавшее Eastern Airlines,
открылся для пассажиров 16 марта 2005 года. Терминал A состоит из основного здания, доступного с аэропортового шоссе, и островного, соединённого с основным зданием подземным туннелем. Это первое здание аэропорта в Соединённых Штатах, которое прошло экологический аудит LEED. Среди особенностей здания — крыша и окна, отражающие тепловые лучи, краны низкого давления воды и безводные писсуары, самогасящиеся лампы. а также очистка ливневой воды. 22 гейта Терминала A увеличили общее количество гейтов Логана до 102.
- Delta Air Lines (Атланта, Бермуды, Канкун (с 18 октября), Цинциннати/Северный Кентукки, Форт-Лодердейл, Форт Майерс [до 20 ноября], Орландо, Нью-Йорк-JFK, Солт-Лейк-Сити, Тампа, Уэст-Палм-Бич)
  - Delta Connection оператор Chautauqua Airlines (Колумбус)
  - Delta Connection оператор Comair (Балтимор/Вашингтон, Бангор, Шарлоттаун (сезонный), Цинциннати/Северный Кентукки, Колумбус, Галифакс, Миртл Бич (сезонный), Нью-Йорк-JFK, Филадельфия, Рэлей/Дарем, Тампа, Вашингтон-Рейган)
  - Delta Shuttle оператор Delta Air Lines (Нью-Йорк-ЛаГардия)

### Терминал B

#### Северный пирс
- American Airlines (Аруба [сезонный], Чикаго-О’Хара, Даллас/Форт-Уорт, Лондон-Хитроу, Лос-Анджелес, Майами, Париж-Шарль де Голль [сезонный], Сан-Франциско, Сан-Хуан, Санто-Доминго, Сен-Луи, Сен-Томе [сезонный])
  - American Eagle (Колумбус, Нью-Йорк-JFK, Нью-Йорк-ЛаГуардия [до2 ноября], Рэйли/Дарем, Торонто-Пирсон, Вашингтон-Рейган)
- Spirit Airlines (Форт-Лодердейл, Миртл Бич)

#### Южный пирс
- Air Canada (Торонто-Пирсон)
  - Air Canada Jazz (Галифакс, Монреаль, Оттава, Торонто-Пирсон)
- Alaska Airlines (Портленд, Сиэтл/Такома)

### Терминал C
Ночью 28 февраля 2006 гейты Терминала D (три гейта в северной части терминала) были перенумерованы и отмечены как часть Терминала C.
- Cape Air (Хайаннис, Мартас Винъярд, Нантукет, Платтсбург, Провинстаун, Рутлэнд, Саранак-Лэйк)
- JetBlue Airways (Аруба, Остин, Бермуды [сезонный], Буффало, Канкун, Шарлотта, Чикаго-О’Хара, Денвер, Форт-Лодердейл, Форт Майерс, Джексонвилл, Лас-Вегас, Лонг-Бич, Нассау, Новый Орлеан, Нью-Йорк-JFK, Окленд, Орландо, Питсбург, Рэйли/Дарем, Ричмонд, Сан-Диего, Сан-Хосе [до 15 сентября], Сан-Хуан [сезонный], Санто-Доминго [сезонный], Сиэтл/Такома, Тампа, Вашингтон-Даллес, Уэст-Палм-Бич)
- United Airlines (Чикаго-О’Хара, Денвер, Лос-Анджелес, Сан-Франциско, Вашингтон-Даллес)
  - United Express оператор Mesa Airlines (Вашингтон-Даллес)

### Терминал E (Международный терминал)

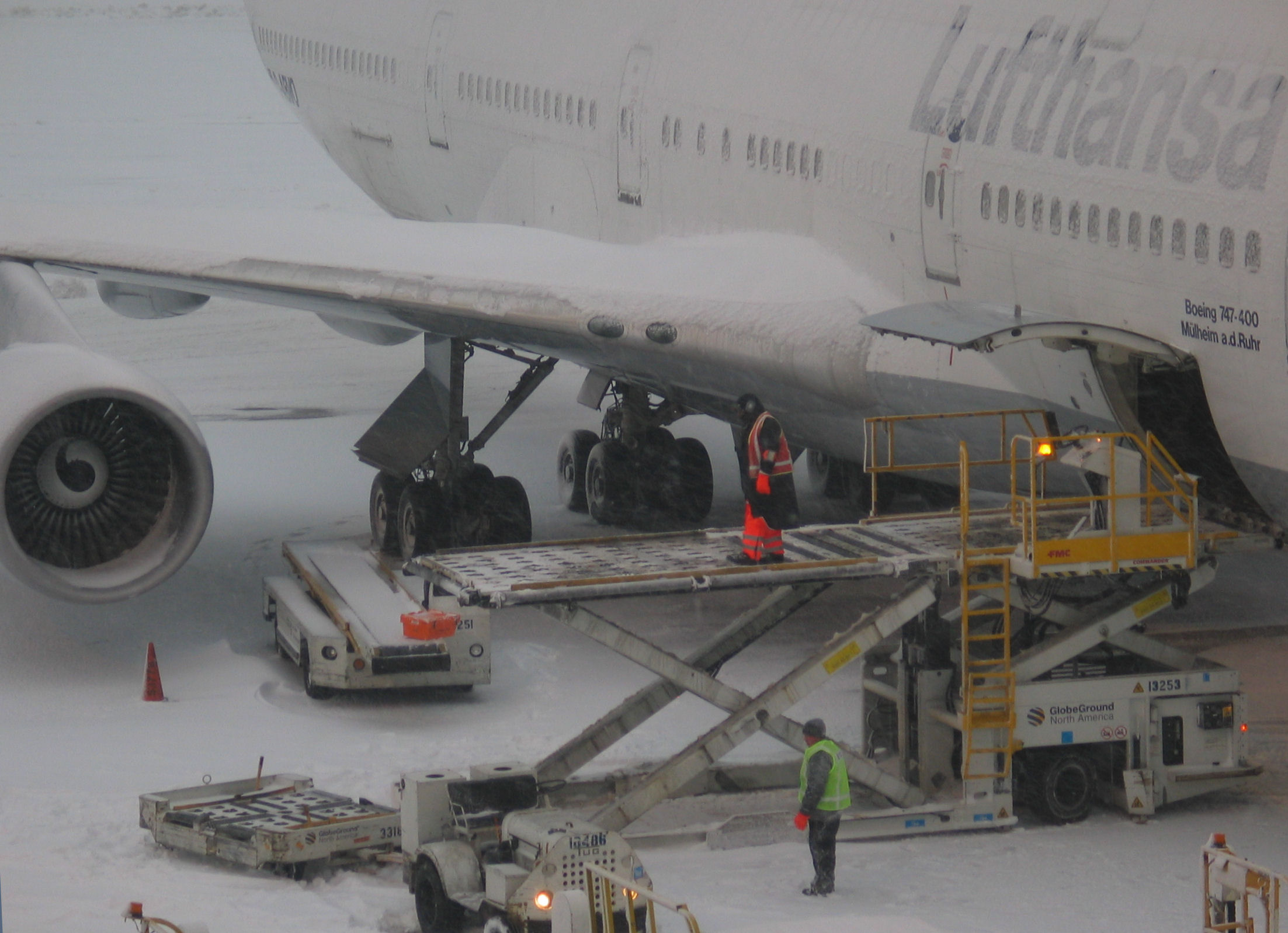
Загрузка багажа в Boeing 747 Lufthansa во время временного закрытия аэропорта из-за сильного снегопада

Терминал E обслуживает все международные рейсы следующих авиакомпаний:
- Aer Lingus (Дублин, Шаннон)
- Air France (Париж-Шарль де Голль)
- British Airways (Лондон-Хитроу)
- Finnair (Хельсинки) [сезонный]
- Iberia Airlines (Мадрид)
- Icelandair (Рейкьявик)
- KLM (Амстердам)
- Lufthansa (Франкфурт, Мюнхен)
- Swiss International Air Lines (Цюрих)
- TACV (Прая)
- Virgin Atlantic (Лондон-Хитроу)

### Залы авиакомпаний
В связи с тем, что ряд крупных внутренних и международных авиакомпаний имеют большое присутствие в Международном аэропорту Логан, некоторые из них имеют собственные залы.
- Aer Lingus — Золотой круглый зал англ. Gold Circle Lounge в Терминале E[12].
- American Airlines — Адмиральский клуб англ. Admirals Club в Терминале B[13].
- British Airways — Первый зал англ. First Lounge и Зал террас англ. Terraces Lounge в Терминале E[14].
- Delta Air Lines — Клуб Короны англ. Crown Room Club в Терминале-сателлите[15].
- Lufthansa — Сенаторский зал англ. Senator Lounge и Бизнес-зал англ. Business Lounge в Терминале E[16].
- United Airlines — Клуб красных ковров англ. Red Carpet Club в Терминале C.[17]
- Virgin Atlantic — Clubhouse Lounge в Терминале E[18].

## Грузовые авиакомпании
Международный аэропорт Логан имеет две грузовые зоны (North Cargo в Терминале E и South Cargo в Терминалах A и B). В аэропорту обслуживается ряд грузовых пеервозчиков:
- ABX Air
- Air Atlanta Icelandic Cargo
- American Airlines Cargo
- DHL
- FedEx Express
- Kitty Hawk Aircargo
- Trade Winds Cargo
- UPS

## Транспорт
Автобусы-экспрессы Silver Line SL1 соединяют Южную станцию, основные сети MBTA Commuter Rail, Amtrak, станцию метро Красной линии и автовокзал в финансовом районе Бостона с терминалами Логана. Также есть станция метро Airport Station на Голубой линии метро. Эта станция находится не в здании аэропорта; в неё можно попасть из терминалов на бесплатном шаттле. Massport Logan Express также отправляется от терминала в города Брейнтри, Фрамингем, Пибоди и Вобурн.
В аэропорту у всех терминалов есть стоянки лимузинов.
Работа такси координируется Massport. В каждом терминале есть стойки такси, стоянки такси также есть около каждого терминала.
Существует водный транспорт, соединяющий аэропорт с пригородами Квинси и Халл. Также есть услуги водного такси в разные районы города. Причал с терминалами связывает бесплатный автобус.
Аэропорт связан с шоссе Massachusetts Turnpike (Interstate 90), через которое можно попасть в тоннель Теда Вильямса. С юга путешественники могут приехать по шоссе Interstate 93.

## Значительные авиапроисшествия
- 4 октября 1960 Lockheed L-188 Electra, авиакомпании Eastern Airlines упал в море после взлёта из Международного аэропорта Логан. 62 человека погибло, 10 было спасено, в том числе 9 с тяжёлыми травмами.
- 31 июля 1973 DC-9 авиакомпании Delta Air Lines разбился о волнорез в аэропорту Логан, погибли 82 пассажира и 6 членов экипажа. Один из пассажиров выжил после крушения, однако скончался в больнице через 4 месяца.
- DC-10 World Airways 23 января 1982 совершил перелёт ВПП и упал в океан. Погибло два человека.
- В 2001 году два из самолётов, разбившихся в результате событий 11 сентября, рейсов 11 American Airlines и United Airlines Flight 175, вылетели из Международного аэропорта Логан. Оба самолёта врезались в башни Международного торгового центра в Нью-Йорке.

## Соседние аэропорты
Чтобы разгрузить переполненный аэропорт Логан, Massport определил Региональный аэропорт Манчестер-Бостон в Манчестере, Нью-Гэмпшир и Аэропорт Т. Ф. Грина в Провиденс, Род-Айленд вторым и третьим аэропортами Бостона. Massport не является оператором этих аэропортов.
Некоторое время Massport также обслуживал регулярные рейсы в Ханском Филд в Бедфорде и Региональном аэропорту Вустера в Вустере, оператором которых является Massport. На сегодняшний день Международный аэропорт Логана — единственный, в котором Massport обслуживает регулярные рейсы.